# 全国白バイ安全運転競技大会
全国白バイ安全運転競技大会（ぜんこくしろバイあんぜんうんてんきょうぎたいかい）は、全国の各都道府県警察及び皇宮警察から選抜された白バイ乗務員らによる交通事故の防止、殉職者の抑制、安全運転技能の向上、士気の高揚及び全国交通機動隊員の融和団結を目的とした競技大会である。

## 概要
1969年より警察庁主催にて行われ、第1回大会は6月6日から7日にかけて三重県の鈴鹿サーキットで開催された。一般財団法人全日本交通安全協会主催で2017年に第50回大会で開催が一旦終了した一般人のみが参加できる二輪車安全運転全国大会とは兄弟大会であり、こちらが先輩格である。1993年からは毎年10月初旬に、茨城県ひたちなか市の自動車安全運転センター安全運転中央研修所を会場に、基本的に毎年10月最初の土日で開催が予定されている。継続して大会が運営されてきたが「2011年」平成23年第43回大会は、東日本大震災のため初めて中止され、第43回大会は平成24年大会となった。
競技種目はバランス走行、トライアル走行操縦、不整地走行操縦（モトクロス）、傾斜走行操縦（スラローム走行）に別けられる。女性は傾斜走行競技のみ出場する。バランス走行と傾斜走行には交通取締業務に使用する通常の白バイが使用され、過去にはCBX750PやVFR750Pが使用されていたが第38回大会よりVFR800Pが使用され、第44回大会2013年からCB1300Pが使用されている。トライアルと走行と不整地走行には専用の競技車両が使用され、かつてはTLM220Rが用いられていたが、2010年からXR230から保安部品を外した車両が使用されている。
本部に所属する警察官の定数により第一部と第二部にクラスが分けられ、第一部都道府県「警視庁・茨城・埼玉・千葉・神奈川・愛知・大阪・兵庫・福岡」は3名の選手での合計点数により団体成績が決定する。他都道府県は2名の選手での合計点数により団体成績が決定する。各競技種目ごと減点方式により合計点数で、一部・二部都道府県別々に優勝が決定する。各種目別については上位３名、個人成績については、全出場者で合計点数の高い者が優勝し、上位10名まで表彰される。
広報イベントとして各種白バイや関東周辺の高速道路交通警察隊のパトカー展示会なども開催されている。その他、県によっては覆面パトカーで来るため、全国の覆面パトカーを見ることもできる。見学入場については無料であり駐車場も完備されている。

## 大会記録
団体第1部（警視庁・茨城・埼玉・千葉・神奈川・愛知・大阪・兵庫・福岡）で、第2部はそれ以外に皇宮警察を加えたものである。なお団体第2部は第5回大会から設立された。
|               | 団体第1部        | 団体第1部        | 団体第1部       | 団体第2部      | 団体第2部      | 団体第2部      | 個人総合                   | 個人総合                                                     | 個人総合                  | 女性の部           |
| 開催年度      | 優勝             | 2位              | 3位             | 優勝           | 2位            | 3位            | 優勝                       | 2位                                                          | 3位                       | 優勝               |
| ------------- | ---------------- | ---------------- | --------------- | -------------- | -------------- | -------------- | -------------------------- | ------------------------------------------------------------ | ------------------------- | ------------------ |
| 第1回 1969年  | 警視庁 1288点    | 兵 庫 1515点     | 愛 知 1531点    |                |                |                | 警視庁 上田 照 144点       | 警視庁 岩部誠一 302点                                        | 神奈川 宮下欣久 356点     |                    |
| 第2回 1970年  | 愛 知 668点      | 兵 庫 721点      | 大 阪 878点     |                |                |                | 三 重 杉本健二 138点       | 愛 知 衛藤哲之 168点                                         | 愛 媛 阿達政勝 180点      |                    |
| 第3回 1971年  | 警視庁 1085点    | 福 岡 944点      | 大 阪 932点     |                |                |                | 警視庁 丸谷健一 384点      | 三 重 中村 勤 370点                                          | 警視庁 山元利昭 358点     |                    |
| 第4回 1972年  | 警視庁 1122点    | 愛 知 1017点     | 京 都 973点     |                |                |                | 警視庁 岡田孝三 385点      | 警視庁 瀬谷洪平 375点                                        | 警視庁 山中正志 362点     |                    |
| 第5回 1973年  | 警視庁 1117点    | 大 阪 980点      | 京 都 913点     | 長 崎 604点    | 香 川 595点    | 富 山 564点    | 警視庁 作野和夫 376点      | 警視庁 石垣富三 373点                                        | 警視庁 池田 亮 368点      |                    |
| 第6回 1974年  | 福 岡 1345点     | 大 阪 1230点     | 警視庁 1076点   | 三 重 725点    | 岩 手 698点    | 滋 賀 682点    | 福 岡 久保井弘陽 487点     | 大 阪 黒山一郎 455点                                         | 福 岡 蔣野一利 453点      |                    |
| 第7回 1975年  | 警視庁 13609.7点 | 大 阪 13574.1点  | 愛 知 13153.0点 | 佐 賀 8711.6点 | 三 重 8748.5点 | 岡 山 8628.0点 | 警視庁 松田俊秀 4611.6点   | 大 阪 原田正典 4599.6点                                      | 広 島 松本康太郎 4574.5点 |                    |
| 第8回 1976年  | 新 潟 13421.9点  | 福 岡 13339.8点  | 愛 知 13283.3点 | 長 崎 9010.1点 | 石 川 8986.8点 | 三 重 8960.7点 | 新 潟 山岸好和 4591.0点    | 新 潟 野沢 誠 4588.4点                                       | 大 阪 小笠原親章 4585.9点 |                    |
| 第9回 1977年  | 警視庁 13317.2点 | 福 岡 12760.8点  | 愛 知 12691.0点 | 三 重 8563.5点 | 岩 手 8427.6点 | 佐 賀 8391.8点 | 警視庁 田中陸奥朗 4526.2点 | 新 潟 竹田義憲 4467.2点                                      | 三 重 中村淳二 4436.9点   |                    |
| 第10回 1978年 | 愛 知 13019.9点  | 神奈川 12967.6点 | 大 阪 12903.7点 | 山 口 8449.9点 | 岡 山 8356.7点 | 石 川 8277.3点 | 愛 知 岩谷 学 4512.4点     | 大 阪 飯田晋 4412.6点                                        | 新 潟 小田敏平 4393.6点   |                    |
| 第11回 1979年 | 大 阪 13331.2点  | 福 岡 12927.9点  | 新 潟 12837.1点 | 富 山 8739.0点 | 長 崎 8631.2点 | 三 重 8585.0点 | 大 阪 永安 武 4528.8点     | 大 阪 松尾照彦 4515.3点                                      | 福 岡 本田正三 4474.5点   |                    |
| 第12回 1980年 | 警視庁 14099点   | 大 阪 14091点    | 神奈川 14008点  | 熊 本 9513点   | 富 山 9427点   | 長 崎 9426点   | 神奈川 日高久幸 4790点     | 大 阪 森 一幸 4775点                                         | 熊 本 田中和穂 4769点     |                    |
| 第13回 1981年 | 大 阪 13565点    | 埼 玉 13357点    | 愛 知 13326点   | 富 山 8792点   | 熊 本 8779点   | 岐 阜 8733点   | 大 阪 加藤保孝 4557点      | 大 阪 丹川正人 4536点                                        | 神奈川 片岡和弘 4534点    |                    |
| 第14回 1982年 | 警視庁 13510点   | 神奈川 13426点   | 兵 庫 13375点   | 長 崎 8880点   | 熊 本 8851点   | 群 馬 8847点   | 警視庁 重信秀光 4578点     | 新 潟 斉藤篤己 4566点                                        | 神奈川 渡辺雄二 4530点    |                    |
| 第15回 1983年 | 大 阪 13319点    | 警視庁 13180点   | 愛 知 13103点   | 三 重 8615点   | 群 馬 8583点   | 佐 賀 8505点   | 警視庁 小山 彰 4562点      | 警視庁 関谷親史 4509点                                       | 大 阪 和田幸夫 4483点     |                    |
| 第16回 1984年 | 警視庁 13714点   | 大 阪 13617点    | 愛 知 13583点   | 三 重 8939点   | 岐 阜 8898点   | 富 山 8895点   | 富 山 京田守弘 4690点      | 警視庁 佐藤正博 4665点                                       | 大 阪 渕上至誠 4616点     |                    |
| 第17回 1985年 | 警視庁 13893点   | 愛 知 13330点    | 兵 庫 13270点   | 岐 阜 8822点   | 佐 賀 8745点   | 石 川 8741点   | 警視庁 豊田美智雄 4734点   | 京 都 浅井治行 4617点                                        | 警視庁 上條秀夫 4589点    |                    |
| 第18回 1986年 | 埼 玉 13694点    | 警視庁 13665点   | 京 都 13257点   | 岐 阜 8877点   | 長 崎 8811点   | 富 山 8763点   | 埼 玉 時崎宏一 4631点      | 京 都 上武英樹 4620点                                        | 警視庁 佐藤一也 4619点    |                    |
| 第19回 1987年 | 埼 玉 13627点    | 福 岡 13611点    | 愛 知 13599点   | 長 野 8907点   | 三 重 8883点   | 岐 阜 8882点   | 愛 知 池田淳介 4722点      | 埼 玉 小林 旭 4691点                                         | 大 阪 西村 毅 4673点      |                    |
| 第20回 1988年 | 警視庁 13282点   | 大 阪 13168点    | 埼 玉 13103点   | 富 山 8766点   | 三 重 8751点   | 長 崎 8740点   | 高 知 小林顕博 4538点      | 埼 玉 笹原久雄 4530点                                        | 福 岡 杠 昌実 4494点      |                    |
| 第21回 1989年 | 埼 玉            | 警視庁           | 愛 知           | 三 重          | 富 山          | 島 根          | 埼 玉 福島正明             | 警視庁 小川祐司                                              | 埼 玉 亀谷信正            |                    |
| 第22回 1990年 | 警視庁           | 埼 玉            | 愛 知           | 島 根          | 高 知          | 富 山          | 警視庁 柴崎 明             | 埼 玉 木元 清                                                | 警視庁 芳賀隆晴           |                    |
| 第23回 1991年 | 警視庁           | 愛 知            | 埼 玉           | 富 山          | 山 口          | 青 森          | 茨 城 渡辺恭秀             | 警視庁 宮田真一                                              | 富 山 浦 巌               |                    |
| 第24回 1992年 | 大 阪            | 警視庁           | 埼 玉           | 岐 阜          | 青 森          | 熊 本          | 岐 阜 山田 剛              | 大阪 瀬之口哲也                                              | 警視庁 村上友洋           |                    |
| 第25回 1993年 | 警視庁           | 埼 玉            | 茨 城           | 富 山          | 佐 賀          | 高 知          | 警視庁 片岡克介            | 警視庁 青木 誠                                               | 茨 城 菊池直紀            |                    |
| 第26回 1994年 | 埼 玉            | 大 阪            | 茨 城           | 高 知          | 群 馬          | 長 崎          | 大 阪 中平祥孝             | 兵 庫 櫻井正治                                               | 警視庁 平野清人           |                    |
| 第27回 1995年 | 大 阪            | 警視庁           | 茨 城           | 高 知          | 愛 媛          | 長 野          | 大 阪 大野伸二             | 警視庁 深川政宗 警視庁 小菅敦史 京 都 豊住進一 高 知 佐田 康 | なし                      |                    |
| 第28回 1996年 | 警視庁           | 茨 城            | 兵 庫           | 高 知          | 愛 媛          | 熊 本          | 茨 城 黒澤正紀             | 警視庁 鷲見英幸                                              | 兵 庫 池渕洋一            |                    |
| 第29回 1997年 | 埼 玉            | 大 阪            | 警視庁          | 愛 媛          | 岡 山          | 長 崎          | 京 都 坂圭一朗             | 埼 玉 實沢利幸                                               | 大 阪 高谷武史            |                    |
| 第30回 1998年 | 兵 庫            | 警視庁           | 埼 玉           | 高 知          | 岡 山          | 鹿児島         | 兵 庫 田尾健修             | 兵 庫 里見宏治                                               | 大 阪 平井賢志            |                    |
| 第31回 1999年 | 神奈川           | 大 阪            | 警視庁          | 岡 山          | 岩 手          | 高 知          | 群 馬 清水雅信             | 福 岡 古賀隆三                                               | 神奈川 草刈弘和           | 埼 玉 中島恵美     |
| 第32回 2000年 | 大 阪            | 警視庁           | 兵 庫           | 岡 山          | 高 知          | 福 島          | 大 阪 多田雅彦             | 高 知 徳善一暢                                               | 大 阪 今井 寛             | 大 阪 加藤由美子   |
| 第33回 2001年 | 警視庁           | 茨 城            | 神奈川          | 熊 本          | 長 野          | 佐 賀          | 神奈川 山田悦久            | 警視庁 山之内稔                                              | 警視庁 長浜安治           | 栃 木 金子由美子   |
| 第34回 2002年 | 神奈川           | 警視庁           | 茨 城           | 長 野          | 岡 山          | 山 口          | 神奈川 大沼貴拓            | 茨 城 井上誠一                                               | 警視庁 清水 誠            | 警視庁 鈴木千佳子  |
| 第35回 2003年 | 茨 城            | 警視庁           | 福 岡           | 京 都          | 富 山          | 岡 山          | 警視庁 平岡雄大            | 茨 城 福田卓史                                               | 愛 知 高桑敏之            | 茨 城 小川原里美   |
| 第36回 2004年 | 埼 玉            | 神奈川           | 兵 庫           | 島 根          | 岡 山          | 宮 崎          | 埼 玉 大澤茂幸             | 警視庁 菅野泰史                                              | 大 阪 車谷知巳            | 大 阪 東奈名子     |
| 第37回 2005年 | 福 岡            | 警視庁           | 埼 玉           | 高 知          | 新 潟          | 静 岡          | 愛 知 大野友樹             | 埼 玉 芝嵜達哉                                               | 兵 庫 西尾 力             | 大 阪 児玉典子     |
| 第38回 2006年 | 茨 城            | 大 阪            | 埼 玉           | 静 岡          | 京 都          | 島 根          | 大 阪 和田義史             | 千 葉 大木 学                                                | 茨 城 大久保賢一          | 兵 庫 北裕美子     |
| 第39回 2007年 | 警視庁11597点    | 埼 玉11475点     | 茨 城11434点    | 青 森7560点    | 鹿児島7552点   | 広 島7528点    | 警視庁 松崎雄介3933点      | 埼 玉 猪狩匡史3983点                                         | 大 阪 栗本宏樹3873点      | 青 森 大高香澄     |
| 第40回 2008年 | 警視庁11555点    | 福 岡11352点     | 神奈川11180点   | 静 岡7577点    | 鹿児島7569点   | 京 都7556点    | 警視庁 景山洋司3885点      | 福 岡 本田哲也3862点                                         | 警視庁 髙野源太3861点     | 静 岡 久澤さつき   |
| 第41回 2009年 | 千 葉            | 愛 知            | 埼 玉           | 群 馬          | 鹿児島         | 大 分          | 千 葉 笹野裕也             | 埼 玉 橋本智行                                               | 島 根 田口大輔            | 兵 庫 大辻綾美     |
| 第42回 2010年 | 警視庁11628点    | 茨 城11379点     | 福 岡11362点    | 島 根7696点    | 愛 媛7652点    | 長 崎7637点    | 警視庁 沼田行央3912点      | 高 知 野口哲也3893点                                         | 警視庁 中丸統人3890点     | 静 岡 佐野淳子     |
| 第43回 2012年 | 警視庁11589点    | 埼 玉11544点     | 愛 知11486点    | 三 重7671点    | 熊 本7649点    | 広 島7610点    | 神奈川 玉井伸政3921点      | 群 馬 滝瀬淳一3895点                                         | 三 重 馬場英樹3885点      | 警視庁 髙橋幸江    |
| 第44回 2013年 | 警視庁11655点    | 福 岡11613点     | 神奈川11612点   | 高 知7711点    | 佐 賀7708点    | 島 根7648点    | 警視庁 門之園純一3935点    | 茨 城 田中将之3929点                                         | 高 知 竹村貴秀3915点      | 警視庁 宮田舞美    |
| 第45回 2014年 | 愛 知11544点     | 警視庁11403点    | 千 葉11384点    | 群 馬7669点    | 熊 本7661点    | 山 口7640点    | 埼 玉 木村幸司3926点       | 茨 城 鈴木武尊3903点                                         | 愛 知 平位和也3893点      | 埼 玉 小森谷友美   |
| 第46回 2015年 | 神奈川11984点    | 警視庁11531点    | 兵 庫11423点    | 熊 本7638点    | 長 崎7634点    | 三 重7622点    |                            |                                                              |                           | 愛知 﨑久保千鶴    |
| 第47回 2016年 | 神奈川8432点     | 愛 知8347点      | 警視庁8334点    | 熊 本5620点    | 佐 賀5552点    | 鹿児島5515点   | 神奈川 谷口俊光2937        | 熊 本 靏田尚希2909点                                         | 福 島 根本正誠2895点      | 三重 東浦亜希子    |
| 第48回 2017年 | 警視庁11748点    | 神奈川11675点    | 愛 知11510点    | 佐 賀7703点    | 宮 崎7653点    | 群 馬7518点    | 神奈川 北村匠3976点        | 警視庁 乙坂恵二3929点                                        | 警視庁 篠崎健二朗3920点   | 警視庁 中前まどか  |
| 第49回 2018年 | 埼 玉11680点     | 神奈川11612点    | 福 岡11522点    | 長 崎7621点    | 愛 媛7613点    | 福 島7597点    | 神奈川 中村 賢史3951点     | 大 阪 渡邉 賢太3947点                                        | 福 岡 井上 剛志3920点     | 警視庁 土方ももこ  |
| 第50回 2020年 | 警視庁11436点    | 福 岡11423点     | 神奈川11422点   | 長 崎7723点    | 新 潟7719点    | 高 知7592点    | 新 潟 藤木 雄也3908点      | 警視庁 峯尾 崇彦3905点                                       | 高 知 下西 脩平3865点     | 愛 知 岩出志帆     |
| 第51回 2021年 | 福 岡11613点     | 茨 城11501点     | 兵 庫11492点    | 熊 本7691点    | 大 分7555点    | 愛 媛7522点    | 大 阪 高橋 湧也3952点      | 熊 本 加藤 慎太郎3921点                                      | 兵 庫 坪倉 直哉3906点     | 警視庁 小池敦子    |
| 第52回 2022年 | 警視庁11271点    | 茨 城11204点     | 兵 庫11095点    | 愛 媛7461点    | 静 岡7460点    | 岡 山7447点    | 愛 媛 中川 昂大3849点      | 警視庁 片桐 涼太3829点                                       | 兵 庫 毛利 良祐3821点     | 茨 城 黒崎琴己     |
| 第53回 2023年 | 埼 玉11458点     | 福 岡11401点     | 警視庁11393点   | 石 川7591点    | 三 重7551点    | 島 根7546点    | 福 岡 大久保 智史3957点    | 福 岡 石原 敬斗3949点                                        | 島 根 渡野 翔輝3918点     | 神奈川 小俣 あやめ |
| 第54回 2024年 | 兵 庫 11577点    | 警視庁11550点    | 大 阪11523点    | 高 知7693点    | 奈 良7674点    | 愛 媛7592点    | 警視庁 薮根 直人3930点     | 高 知 小松 優斗3899点                                        | 奈 良 吉川 輝3886点       | 愛 知 杉本 香穂    |

- 第42回大会　傾斜走行操縦競技(女性)にて静岡県警　佐野淳子選手が1000点満点
- 第43回大会　傾斜走行操縦競技(女性)にて警視庁　髙橋幸江選手が1000点満点
- 第46回大会　傾斜走行操縦競技(女性)にて愛知県警　﨑久保 千鶴選手が1000点満点
- 第47回大会　トライアル走行操縦競技※悪天候のため中止
- 第48回大会　傾斜走行操縦競技(女性)にて警視庁　中前まどか選手が1000点満点
- 第50回大会　傾斜走行操縦競技(女性)にて愛知県警　岩出志帆選手が1000点満点
- 第51回大会　傾斜走行操縦競技(女性)にて警視庁　小池敦子選手が1000点満点
- 第52回大会　バランス走行操縦競技(男性)にて神奈川県警　山本愛規選手が1000点満点
- 第52回大会　不整地走行操縦競技(男性)にて警視庁　片桐涼太選手が1000点満点
- 第52回大会　傾斜走行操縦競技(女性)にて神奈川県警　坂元昭子選手が1000点満点
- 第53回大会　バランス走行操縦競技(男性)にて福岡県警　石原敬斗選手・大久保智史選手が1000点満点
- 第53回大会　トライアル走行操縦競技の部にて警視庁　直江悠生選手が1000点満点
- 第53回大会　不整地走行操縦競技の部にて栃木県警　萩原慎也選手が1000点満点
- 第53回大会　傾斜走行操縦競技(男性)にて福岡県警　大久保智史選手が1000点満点
- 第53回大会　傾斜走行操縦競技(女性)にて神奈川県警　小俣あやめ選手が1000点満点
- 第54回大会　不整地走行操縦競技の部にて茨城県警　飯村勇紀選手が1000点満点

※　2011年、2019年は諸事情により中止